# Верхний (остров, Псковское озеро)
Верхний (иногда остров им. Белова) — один из трёх островов архипелага Талабские острова в восточной части Псковского озера. Самый западный и самый крупный из трёх островов архипелага.
Площадь территории составляет 0,85 км². Единственным населённым пунктом на острове является деревня Остров им. Белова, в честь которой часто и называют весь остров. Численность населения деревни и острова в целом, по оценке на 2000 год, составляет 59 человек, по данным на 2010 год — 27 человек.
Административно относится к Псковскому району и входит в межселенную территорию Залитских островов.
Около 1470 года на Верхнем острове преподобным Досифеем Верхнеостровским был основан Верхнеостровский монастырь, названный в честь Первоверховных Апостолов Петра и Павла. В 1584 году обитель была приписана к Псково-Печерскому монастырю.
При нападении шведов на остров в 1703 году Верхнеостровский монастырь был сожжён, но уже в 1710 году заново отстроен иеромонахом Псково-Печерского монастыря Илларионом и освящён отцом Феодосием. В 1764 году монастырь был упразднён, а храм превращён в приходскую церковь Петра и Павла. В 1862 году к ней на средства прихожан пристроены притвор и каменная колокольня. В 1901 году с северной стороны был пристроен придел, 30 января 1906 года освящённый в честь преподобного Досифея Верхнеостровского, а также построена колокольня. В 1895 году в деревне было учреждено церковно-приходское попечительство, а в 1910 году была открыта земская школа, в которой обучались 50 детей. При советской власти храм был закрыт, многие священнослужители были арестованы и сосланы без права возвращения после освобождения (игумен Антоний (Алексей Иванович Лучкин), сосланный за «антисоветскую деятельность» в 1928 году на три года; священник Петр Иванович (Иоаннович) Чашкин, осуждённый в 1937 году на десять лет и реабилитированный в 1963 году, Иосиф Николаевич Швецов, расстрелянный в 1938 году и реабилитированный в 1956 году). Ныне храм вновь действует.
В 1821—1917 годах территория современной деревни и население острова относились к безуездному городу Александровский посад (Талабск).
В советское время одноимённый острову населённый пункт Верхний был переименован в Остров им. Белова или остров Белов (Белова) — в честь одного из первых красных комиссаров Ивана Белова. Вслед за населённым пунктом, официально и фактически называющимся в честь комиссара, за островом и в краеведческой литературе, и в официальных документах, и среди жителей распространены как исконное название острова (Верхний), так и одноимённое населённому пункту (о. им. Белова), однако военно-топографические и картографические источники отдают предпочтение исконному названию острова — Верхний.

## Галерея

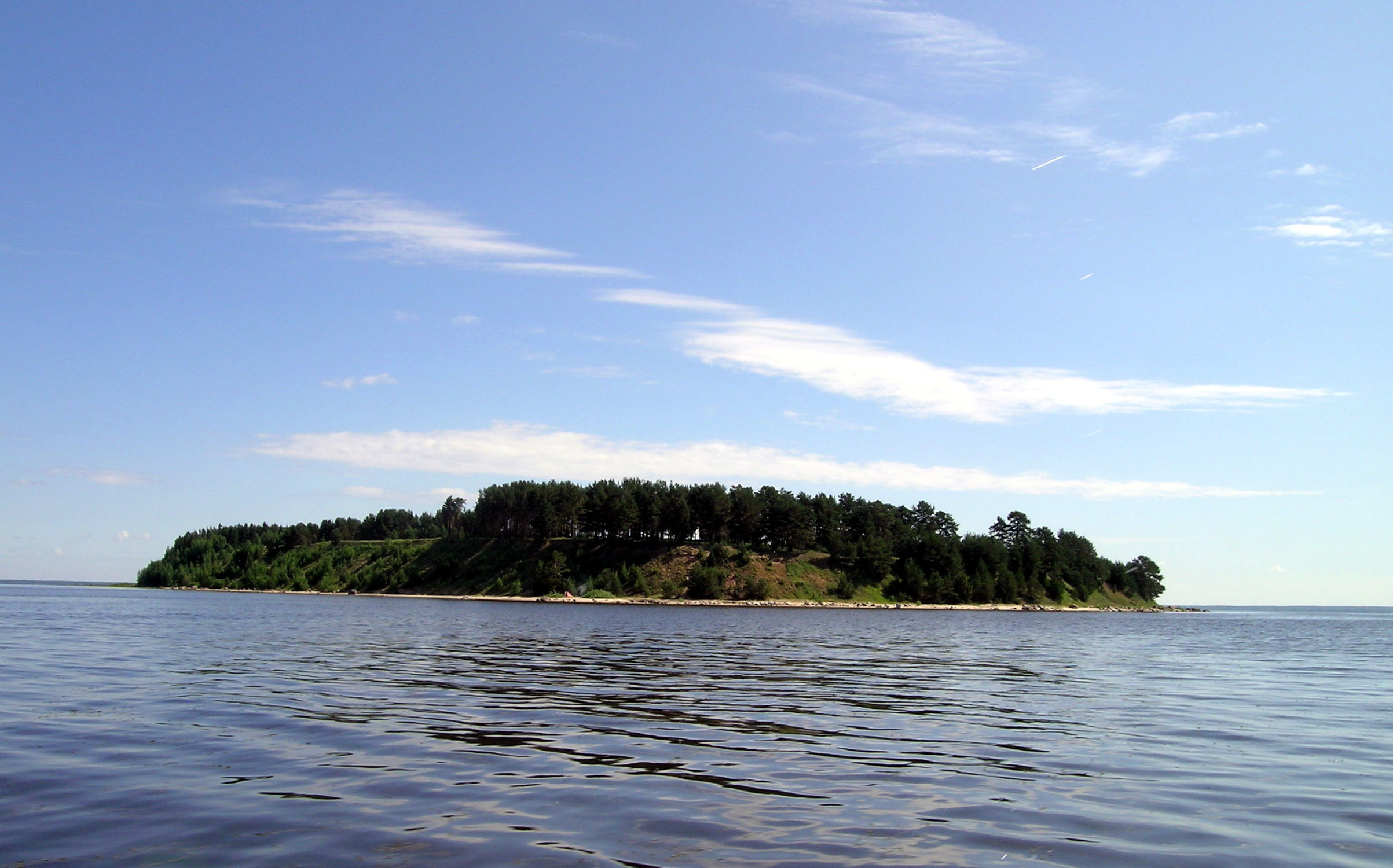
Вид острова с юга
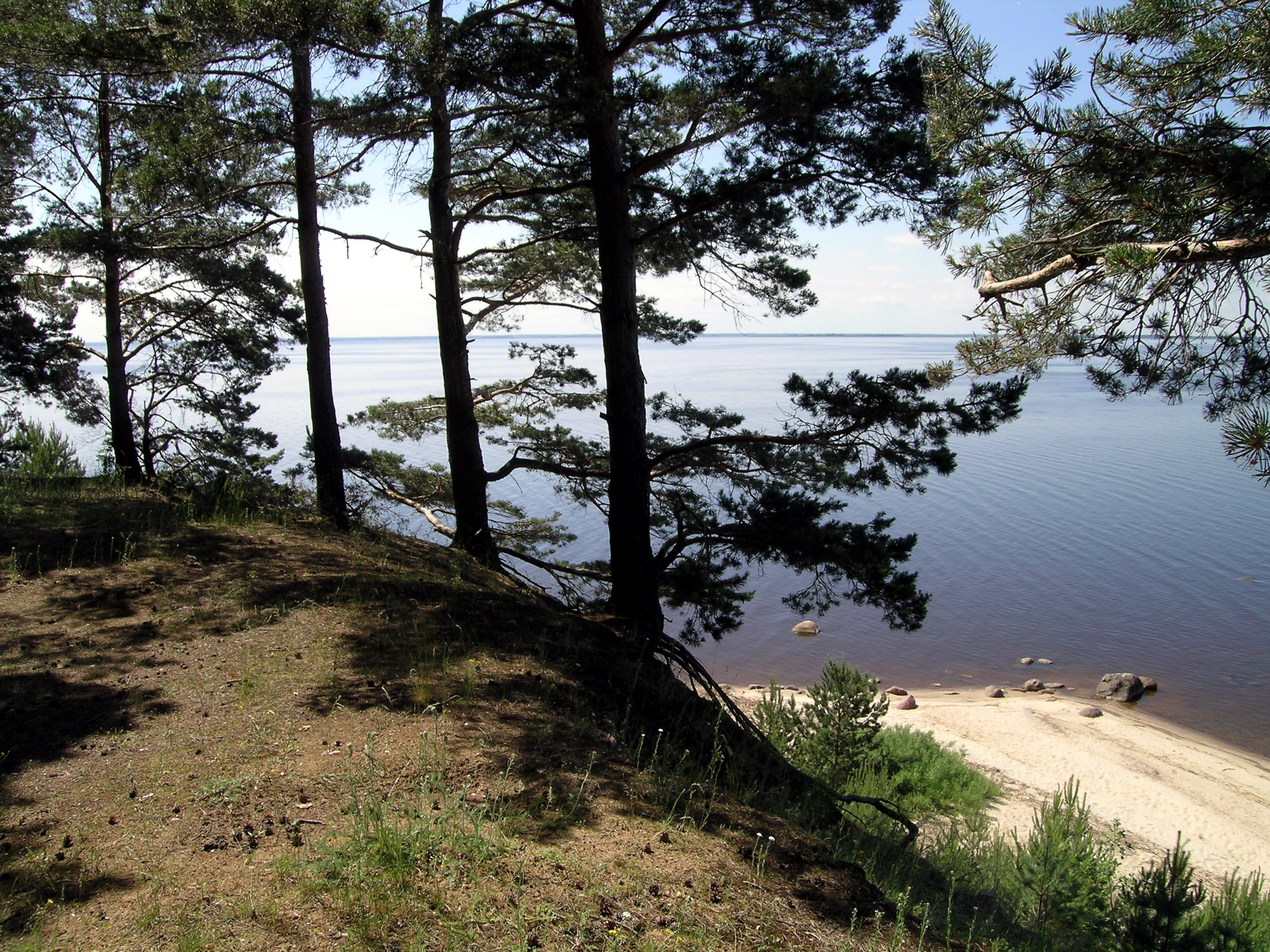
Сосновый бор
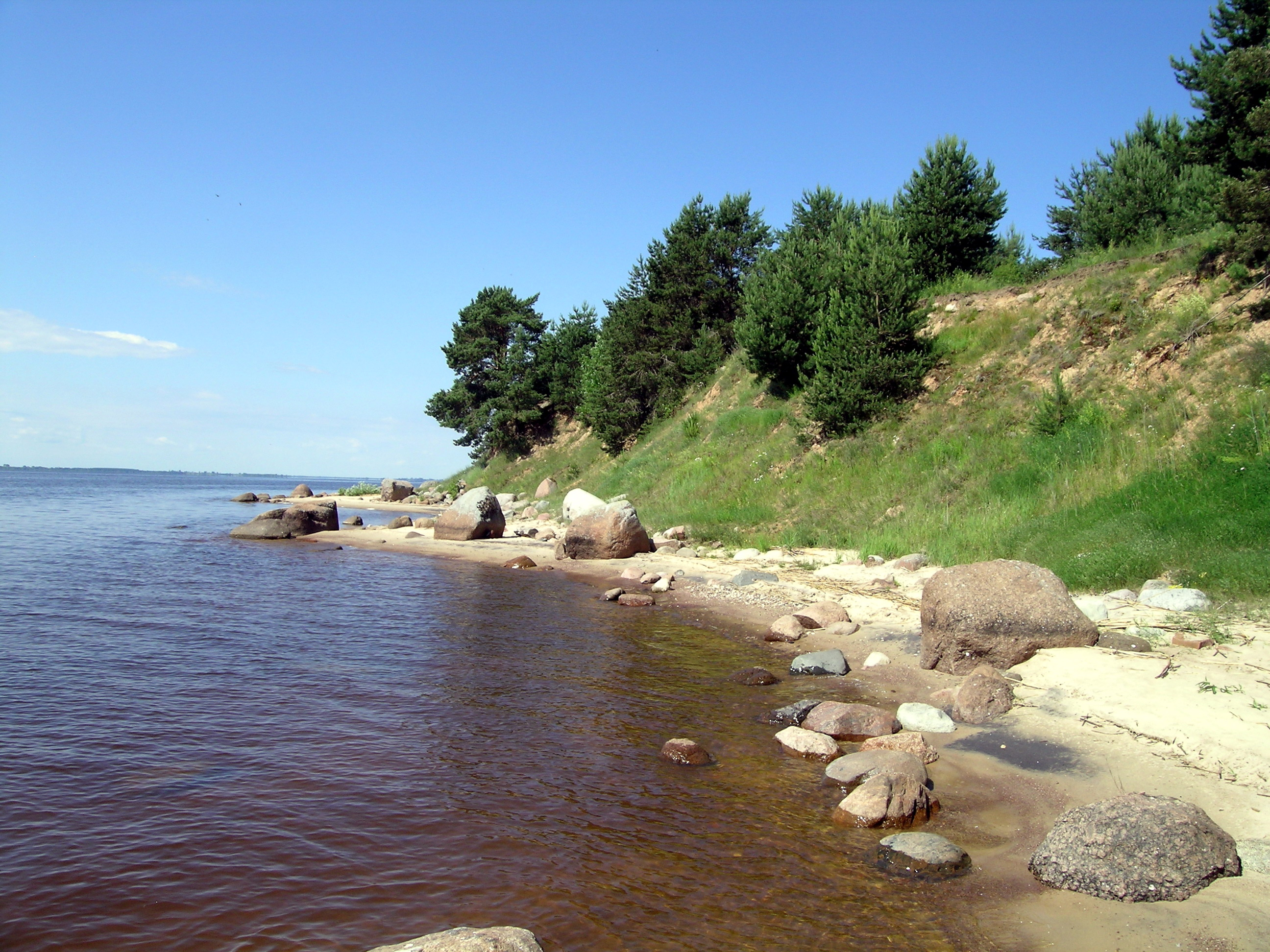
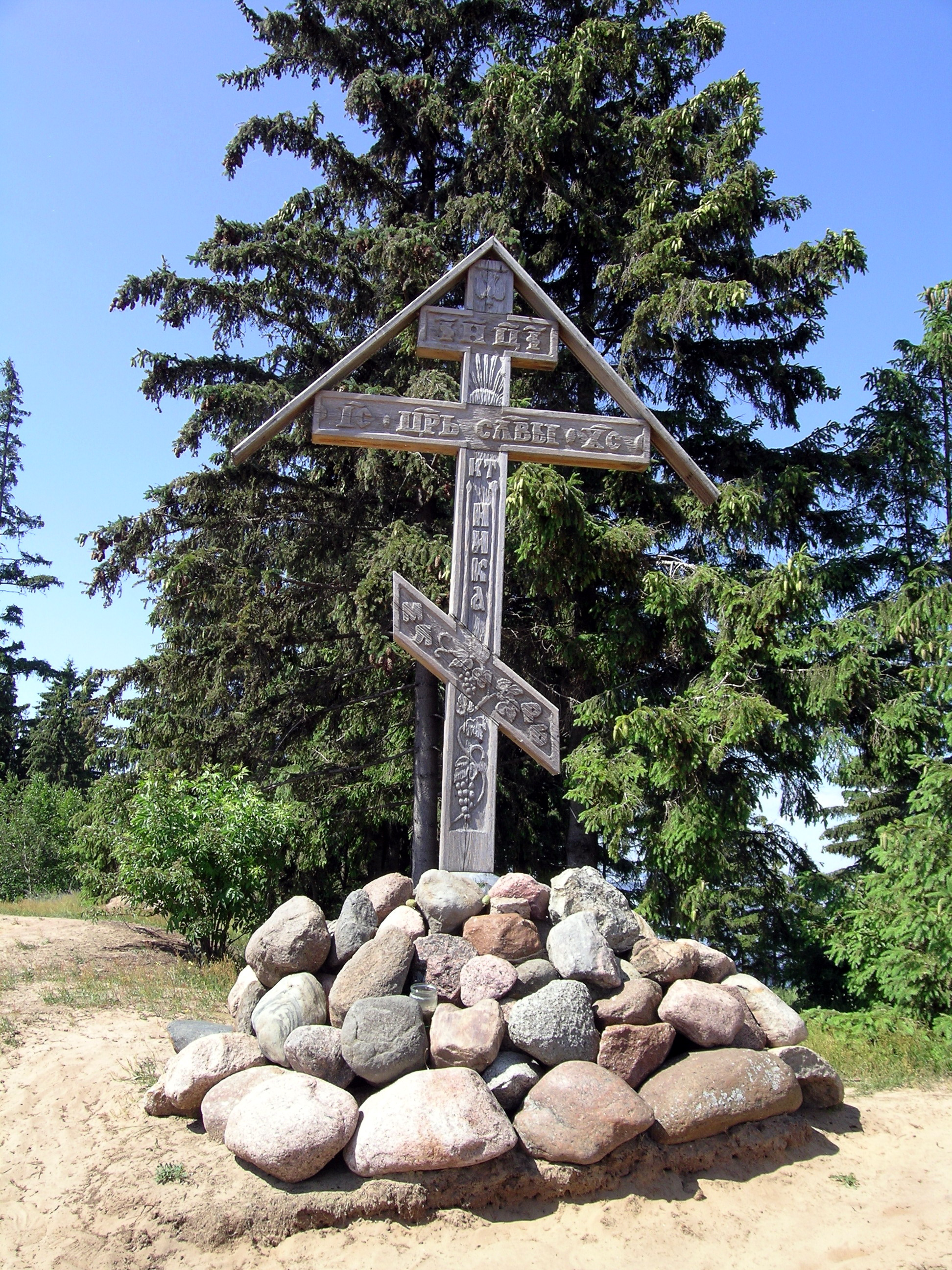